# Mike Hawthorn
John Michael Hawthorn ou mais conhecido no meio automobilístico como Mike Hawthorn, (Mexborough, 10 de abril de 1929 — Farnham, 22 de janeiro de 1959) foi um automobilista britânico nascido na Inglaterra.
Foi o vencedor do campeonato de Fórmula 1 de 1958. Com apenas uma vitória no ano contra quatro de Stirling Moss, foi beneficiado pelo cavalheirismo do seu compatriota Moss no Grande Prêmio de Portugal disputado no Porto, depois de ser desclassificado por empurrar seu carro contra o regulamento da entidade. Moss intercedeu e Hawthorn pode manter seu 2º lugar no Porto, o que contribui para a vitória no campeonato um ponto à frente de Moss. Depois de ganhar o título, Hawthorn imediatamente anunciou sua aposentadoria da Fórmula 1.
Dos sete campeonatos disputados, apenas no campeonato de 1955 ele não marcou nenhum ponto embora tenha terminado três provas pela Ferrari. Naquele ano, a equipe Mercedes venceu seis das sete provas. Foi o domínio do time prateado. No mesmo ano, Hawthorn foi o vencedor das 24 Horas de Le Mans, apesar de estar envolvido num horrível acidente que matou 82 espectadores e mutilou 76.
Três meses depois da aposentadoria, em 22 de janeiro de 1959, Hawthorn morreu num acidente automobilístico na estrada A3 na passagem de Guildford. Ele tinha 29 anos de idade.
Em Farnham, a cidade onde viveu até sua morte, existe um avenida com seu nome (Mike Hawthorn Drive).

## Todos os Resultados de Mike Hawthorn na Fórmula 1
(Legenda: Corridas em negrito indicam pole position; corridas em itálico indicam volta mais rápida)
| Temporada | Equipe                   | Chassi         | Motor       | 1         | 2         | 3        | 4         | 5        | 6         | 7         | 8         | 9       | 10      | 11      | Pontos   | Posição  |
| --------- | ------------------------ | -------------- | ----------- | --------- | --------- | -------- | --------- | -------- | --------- | --------- | --------- | ------- | ------- | ------- | -------- | -------- |
| 1952      | LD Hawthorn              | Cooper T20     | Bristol L6  | SUI       | 500       | BEL 4 D  |           | GBR 3 D  | ALE       | HOL 4 D   | ITA Ret D |         |         |         | 10       | 5º       |
| 1952      | AHM Bryde                | Cooper T20     | Bristol L6  |           |           |          | FRA Ret D |          |           |           |           |         |         |         | 10       | 5º       |
| 1953      | Scuderia Ferrari         | Ferrari 500    | Ferrari L4  | ARG 4 P   | 500       | HOL 4 P  | BEL 6 P   | FRA 1 P  | GBR 5 P   | ALE 3 P   | SUI 3 P   | ITA 4 P |         |         | 191 (27) | 4º       |
| 1954      | Scuderia Ferrari         | Ferrari 625    | Ferrari L4  | ARG DSQ P | 500       | BEL 42 P |           | GBR 23 P | ALE 2 P   | SUI Ret P | ITA 2 P   |         |         |         | 24.6     | 3º       |
| 1954      | Scuderia Ferrari         | Ferrari 553    | Ferrari L4  |           |           |          | FRA Ret P |          |           |           |           | ESP 1 P |         |         | 24.6     | 3º       |
| 1955      | Vandervell Products Ltd. | Vanwall VW55   | Vanwall L4  | ARG       | MON Ret P | 500      | BEL Ret P |          |           |           |           |         |         |         | 0        | NC (26º) |
| 1955      | Scuderia Ferrari         | Ferrari 555    | Ferrari L4  |           |           |          |           | HOL 7 E  |           | ITA 10 E  |           |         |         |         | 0        | NC (26º) |
| 1955      | Scuderia Ferrari         | Ferrari 625    | Ferrari L4  |           |           |          |           |          | GBR 6 E   |           |           |         |         |         | 0        | NC (26º) |
| 1956      | Vandervell Products Ltd. | Vanwall VW2    | Vanwall L4  |           |           |          |           | FRA 10 P |           |           |           |         |         |         | 4        | 11º      |
| 1956      | Owen Racing Organisation | Maserati 250F  | Maserati L6 | ARG 3 P   |           |          | BEL DNS P |          |           |           |           |         |         |         | 4        | 11º      |
| 1956      | Owen Racing Organisation | BRM P25        | BRM L4      |           | MON DNS D | 500      |           |          | GBR Ret D | ALE       | ITA       |         |         |         | 4        | 11º      |
| 1957      | Scuderia Ferrari         | Ferrari 801    | Ferrari V8  | ARG Ret E | MON Ret E | 500      | FRA 4 E   | GBR 3 E  | ALE 2 E   | PES       | ITA 6 E   |         |         |         | 13       | 4º       |
| 1958      | Scuderia Ferrari         | Ferrari 246 F1 | Ferrari V6  | ARG 3 E   | MON Ret E | HOL 5 E  | 500       | BEL 2 E  | FRA 1 E   | GBR 2 E   | ALE Ret E | POR 2 E | ITA 2 E | MOR 2 E | 421 (49) | 1º       |

- ↑1  Nos descartes
- ↑2  Dividiu os pontos com o argentino José Froilán González.
- ↑3  Ele dividiu 1 ponto com 7 pilotos que também fizeram a volta mais rápida. Hawthorn marcou 0.1 ponto.

- ↑1  Nos descartes
- ↑2  Dividiu os pontos com o argentino José Froilán González.
- ↑3  Ele dividiu 1 ponto com 7 pilotos que também fizeram a volta mais rápida. Hawthorn marcou 0.1 ponto.

#### Vitórias de Hawthorn na Fórmula 1
- Grande Prêmio da França de 1953
- Grande Prêmio da Espanha de 1954
- Grande Prêmio da França de 1958

## Outros resultados

### 24 Horas de Le Mans
| Ano  | Equipe           | Co-pilotos      | Carro                                 | Classe | Voltas | Pos.                | Class Pos.          |
| ---- | ---------------- | --------------- | ------------------------------------- | ------ | ------ | ------------------- | ------------------- |
| 1953 | Scuderia Ferrari | Giuseppe Farina | Ferrari 340 MM Pininfarina Berlinetta | S5.0   | 12     | DSQ Reabastecimento | DSQ Reabastecimento |
| 1955 | Jaguar Cars Ltd. | Ivor Bueb       | Jaguar D-Type                         | S5.0   | 307    | 1º                  | 1º                  |
| 1956 | Jaguar Cars Ltd. | Ivor Bueb       | Jaguar D-Type                         | S5.0   | 280    | 6º                  | 3º                  |
| 1957 | Scuderia Ferrari | Luigi Musso     | Ferrari 335 S                         | S5.0   | 56     | DNF (Motor)         | DNF (Motor)         |
| 1958 | Scuderia Ferrari | Peter Collins   | Ferrari 250 TR 58                     | S3.0   | 112    | DNF (Clutch)        | DNF (Clutch)        |

### 12 Horas de Sebring
| Ano  | Equipe                               | Co-pilotos           | Carro             | Classe | Voltas | Pos.              | Class Pos.        |
| ---- | ------------------------------------ | -------------------- | ----------------- | ------ | ------ | ----------------- | ----------------- |
| 1955 | B.S. Cunningham                      | Phil Walters         | Jaguar D-Type     | S5.0   | 182    | 1º                | 1º                |
| 1956 | Jaguar of New York Distributors Inc. | Desmond Titterington | Jaguar D-Type     | S5.0   | 162    | DNF (Freios)      | DNF (Freios)      |
| 1957 | Jaguar Cars of North America         | Ivor Bueb            | Jaguar D-Type     | S5.0   | 193    | 3º                | 2º                |
| 1958 | Scuderia Ferrari                     | Wolfgang von Trips   | Ferrari 250 TR 58 | S3.0   | 159    | DNF (Transmissão) | DNF (Transmissão) |

### 24 Horas de Spa
| Ano  | Equipe           | Co-pilotos    | Carro                                 | Classe | Voltas | Pos. | Class Pos. |
| ---- | ---------------- | ------------- | ------------------------------------- | ------ | ------ | ---- | ---------- |
| 1953 | Scuderia Ferrari | Mike Hawthorn | Ferrari 375 MM Pininfarina Berlinetta | S      | 260    | 1º   | 1º         |

### Mille Miglia
| Ano  | Equipe      | Co-pilotos   | Carro                         | Classe | Pos.         |              |
| ---- | ----------- | ------------ | ----------------------------- | ------ | ------------ | ------------ |
| 1953 | Ferrari Spa | Azelio Cappi | Ferrari 250 MM Vignale Spyder | S+2.0  | DNF (Freios) | DNF (Freios) |

### 12 Horas de Reims
| Ano  | Equipe      | Co-pilotos | Carro         | Classe | Pos. | Class Pos. |
| ---- | ----------- | ---------- | ------------- | ------ | ---- | ---------- |
| 1956 | Jaguar Cars | Paul Frère | Jaguar D-Type | S3.5   | 2º   | 2º         |

### 12 Horas de Pescara
| Ano  | Equipe           | Co-pilotos       | Carro                                 | Classe | Pos. | Class Pos. |
| ---- | ---------------- | ---------------- | ------------------------------------- | ------ | ---- | ---------- |
| 1953 | Scuderia Ferrari | Umberto Maglioli | Ferrari 375 MM Pininfarina Berlinetta | S+2.0  | 1º   | 1º         |